# Vitus Bering
Vitus Jonassen Bering (ryska: Витус Ионассен Беринг, även Иван Иванович Беринг, Ivan Ivanovitj Bering), född i augusti 1681 i Horsens på Jylland, död 19 december 1741 på Berings ö, var en dansk-rysk upptäcktsresande, som i två resor utforskade Asiens nordöstra och Amerikas nordvästra kust.

## Biografi

### Familj
Bering var son till tulltjänstemannen Jonas Svendsen Halmstad och prostdottern Anne Pedersdatter Bering, en nära släkting till historiografen Vitus Bering. Han var gift med tyskan Anna Christina Pülse och hade med henne fyra barn, sönerna Thomas (Timofej), som blev ämbetsman, Jonas och Anton, officerare i ryska armén, och dottern Anna, gift med baron Korff, polismästare i Sankt Petersburg. Två av Berings barnbarn följde i hans fotspår och blev kaptener i ryska flottan, och en av dem, Christian Timofejevitj Bering (född 1761), gjorde själv upptäcktsfärder.

### Tidig karriär
Bering gick till sjöss som helt ung, och efter några långresor, bland annat till Indien, blev han 1703 bekant med den norskfödde ryske amiralen Cornelius Cruys, som av tsar Peter den store hade ålagts att förse den nybildade ryska flottan med västeuropeiska sjömän. Cruys övertalade honom att träda i rysk tjänst som underlöjtnant i flottan. Bering utmärkte sig i det stora nordiska kriget; han befordrades till kapten av andra graden och deltog i flottans strider mot turkarna och svenskarna, men då han efter freden i Nystad inte befordrades ytterligare tog han 1724 avsked. Tsaren ville dock ha kvar Bering och befallde amiralitetet att återuppta honom i flottan. Han befordrades då till kapten av första graden.

### Första Kamtjatkaexpeditionen
Kort därpå utnämnde Peter den store Bering till ledare för den första Kamtjatkaexpeditionen, en expedition från Kamtjatka för att utforska huruvida Asien och Amerika var förenade med varandra norr om Stilla havet. Expeditionen innebar stora svårigheter, eftersom nordöstra Asien vid denna tid nästan var helt outforskat; ryssarna hade endast några få träfort på Kamtjatka och vid Anadyrfloden, Stillahavskusten var inte kartlagd norr om Japan och på andra sidan havet kände man endast till kusten upp till Cape Blanco i nuvarande Oregon, på 43:e breddgraden. Ingen visste heller ännu om det fanns någon nordostpassage. 
Vintern 1725 lämnade Bering Sankt Petersburg tillsammans med flera sjöofficerare, däribland dansk-ryske Morten Spangberg (som förmodligen var från Esbjerg), ett talrikt manskap och en stor träng med fartygsmaterial och proviant, som under två år längs Sibiriens flodvägar fördes tusentals mil till Stillahavskusten. I Ochotsk byggde han två havsgående fartyg, seglade med dem till Kamtjatka och nådde på våren 1728 efter stora umbäranden sin egentliga utgångspunkt, Kamtjatkaflodens mynning. Där byggde han expeditionsfartyget Gabriel som försågs med ett års proviant, och redan samma sommar anträdde han med 43 man sin egentliga upptäcktsresa till polarhavet. På denna resa kringseglade han Asiens nordöstra hörn och trängde fram till 67° 15' nordlig bredd samt kartlade den asiatiska kusten från Kamtjatka till Östkap (Kap Dezjnjov) och påvisade att Amerika och Asien inte var förenade med varandra i norr samt att det fanns en nordostpassage, "om man inte hindrades av isen i norr". Detta måste betecknas som ett stort resultat, eftersom den asiatiska ostkusten norr om Japan tidigare varit så okänd. Däremot lyckades Bering inte ta sig till Amerikas västkust, och trots att han två gånger seglade genom det sund som nu bär hans namn visste han inte att det var ett sund. Vid ett tillfälle lär Bering ha kommit inom synhåll av den amerikanska kontinenten, men beslutade att vända om för att inte riskera att fastna i isen; ett förmodligen klokt beslut som han ändå kritiserades för under sin samtid.

### Stora nordiska expeditionen

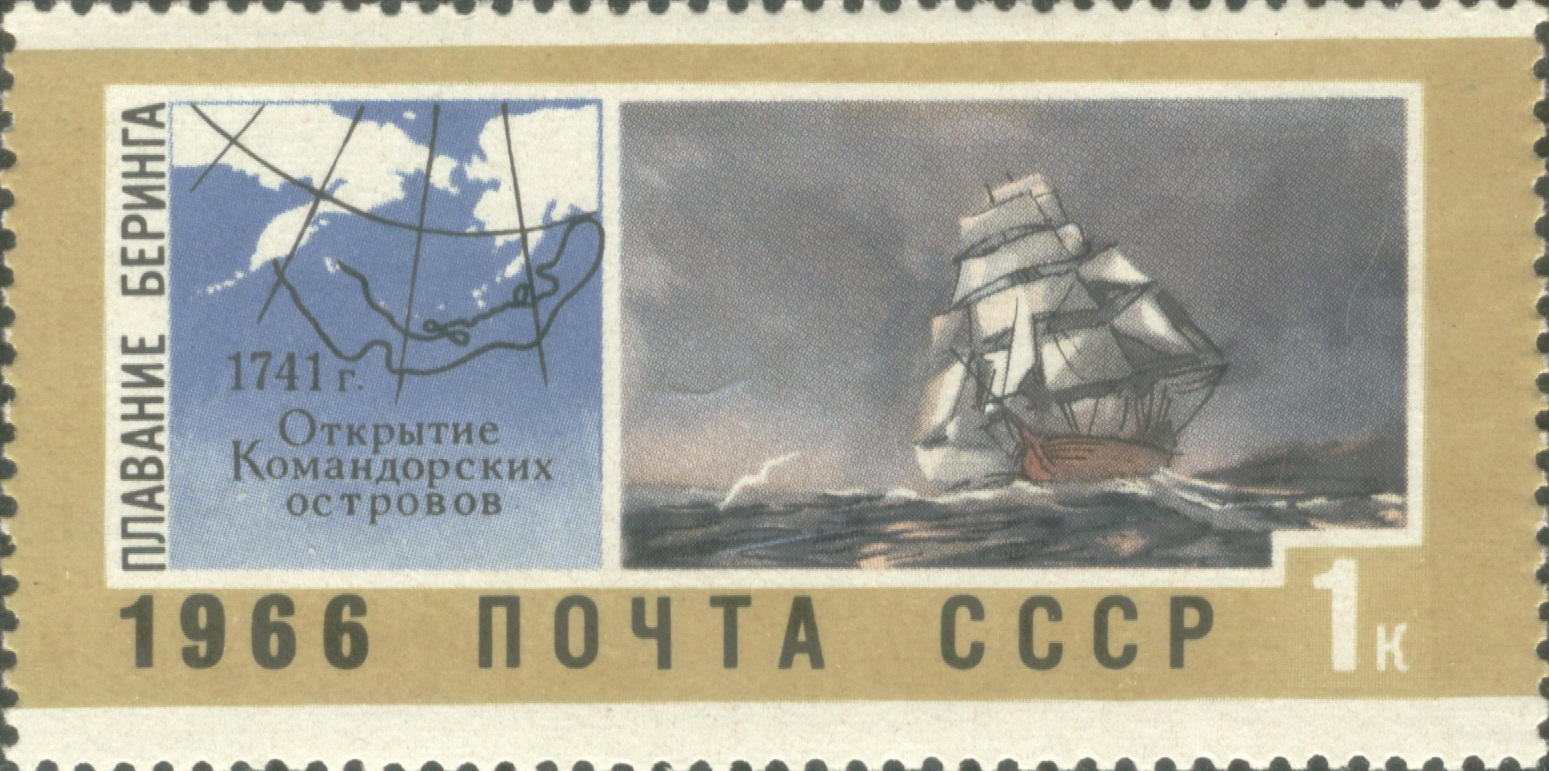
Sovjetiskt frimärke till minne av Berings andra expedition.

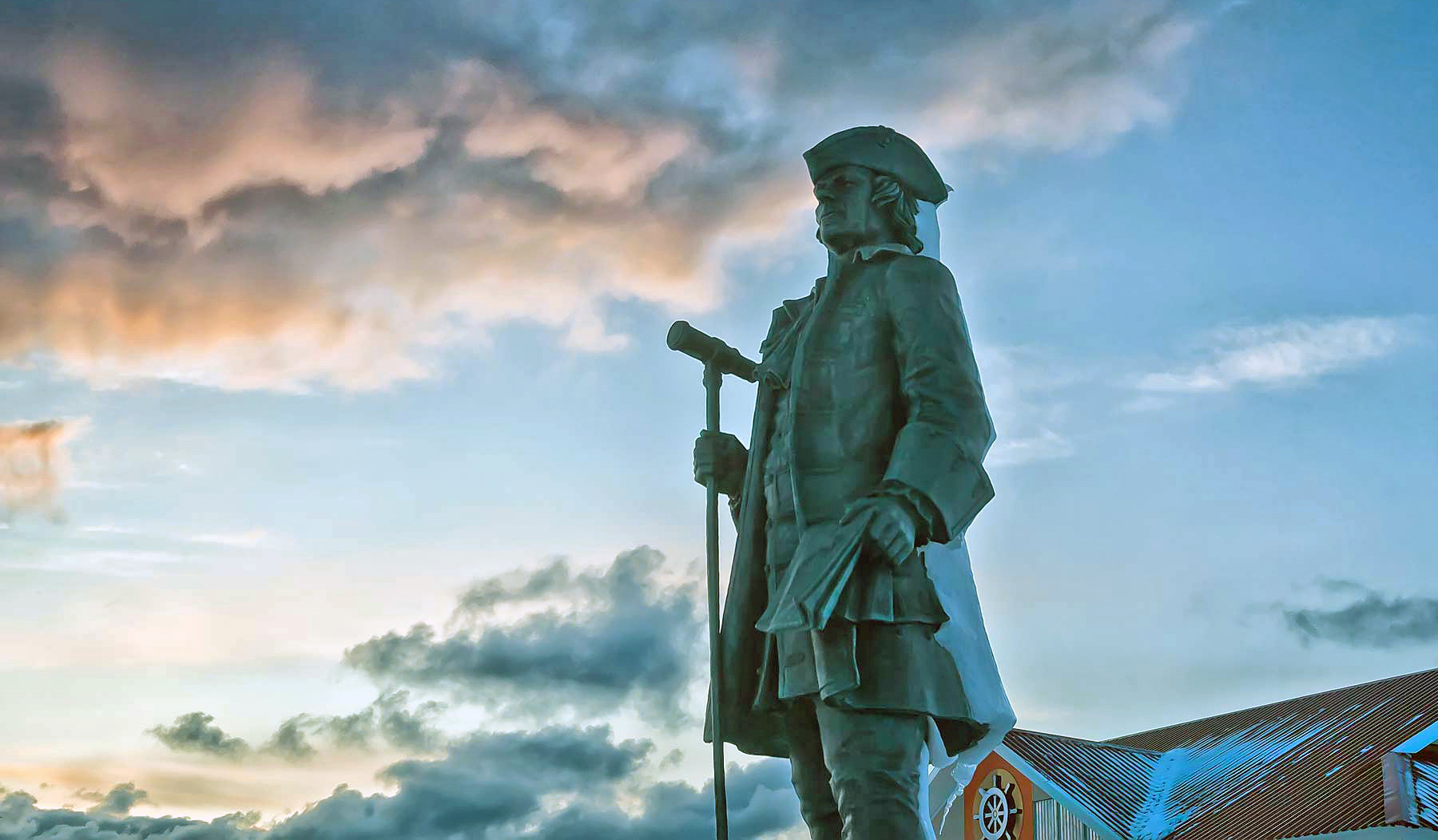
Staty av Vitus Bering på Berings ö.

Bering återvände till Sankt Petersburg 1730. Peter den store hade dött 1725, och då Bering mötte tvivel och motsägelse hos de lärde föreslog han en allmän undersökning och uttömmande kartläggning av hela norra och östra Asien och västra Nordamerikas kust, från Archangelsk vid floden Dvina, genom Berings sund till Japan och Kalifornien. Dessa stora arbeten, som förenades med fysiska och etnografiska undersökningar i Sibirien, är kända under namnet "den stora nordiska expeditionen" och tsarinnan Anna Ivanovna utnämnde Bering till dess ledare.
Bering lämnade på våren 1734 åter Sankt Petersburg, följd av många sjöofficerare och över 500 man samt efterföljd av akademiledamöterna Gerhardt Friedrich Müller, Johann Georg Gmelin den yngre och Louis de L'Isle de la Croyère. Med på första delen av resan var även Berings fru Anna och hans två söner på nio och tio år.
På våren 1735 sände Bering i väg löjtnant Dmitrij Ovtsyn från Tobolsk för att undersöka kustländerna mellan Ob och Jenisej, och på våren 1736 två expeditioner från Jakutsk, varav den ena, under löjtnant Vasilij Prontjisjtjev, skulle besegla kusten mellan Lena och Jenisej, och den andra, under dansk-ryske Peter Lassenius hela Nordostasiens arktiska kustlinje. Samtidigt sände han kapten Morten Spangberg till Ochotsk för att förbereda den japanska expeditionen, och således utforskades på kort tid hela Sibiriens kust. Expeditionerna stötte dock på oanade hinder: Ovtsyn kämpade i flera år förgäves i Obbukten, Prontjisjtjev och Lassenius fick vika för den hårda väderleken och deras expeditioner avbröts. I stället sändes Dmitrij och Chariton Laptev ut i samma ärende, och först efter Berings död var arbetet avslutat.
Spangbergs verksamhet hindrades av den ochotska överhetens ovilja, och i tre år måste Bering själv kämpa med den sibiriska centralmyndigheten, som ovilligt gick med på hans krav om proviant, pengar och manskap. Under stora svårigheter förde han de stora provianttransporterna längs de sibiriska flodvägarna från Jakutsk till Ochotsk, dit han nådde i juli 1737. Då vände Berings familj hem mot Sankt Petersburg igen, och han skulle aldrig träffa dem igen. I Ochotsk började Bering bygga en flotta på åtta havsgående fartyg, men expeditionen fick kämpa mot en fientlig urbefolkning och mot de lokala myndigheterna. Manskapet var hårt prövat, och akademikerna vållade honom många bekymmer: Han blev föremål för systematiskt baktalande, amiralitetet berövade honom hans lönetillägg och hotade med tortyr, och senaten krävde rentav att hela projektet skulle avbrytas.
Åren 1738-1740 kartlade Spangberg Kurilerna och Japan, och samtidigt utrustade Bering i Ochotsk expeditionsfartygen Svjatoj Pjotr (Sankt Petrus) och Svjatoj Pavel (Sankt Paulus) för att med dem segla mot den amerikanska västkusten. 1740 avseglade han till Avatjabukten på Kamtjatka, där han anlade staden Petropavlovsk, och anträdde därifrån i juni 1741 sin andra stora sjöresa till Amerika, den här gången med två fartyg och över 150 män. Berings plan var att styra nordösterut upp emot den okända kontinenten, men la Croyère, vars instruktioner Bering hade att rätta sig efter, övertalade honom till att först segla mot "Gamaland", en legendarisk kustlinje som omkring 100 år tidigare skulle ha setts några dagsresor söder om Kamtjatka av João da Gama. På detta sätt förspilldes dyrbara veckor.

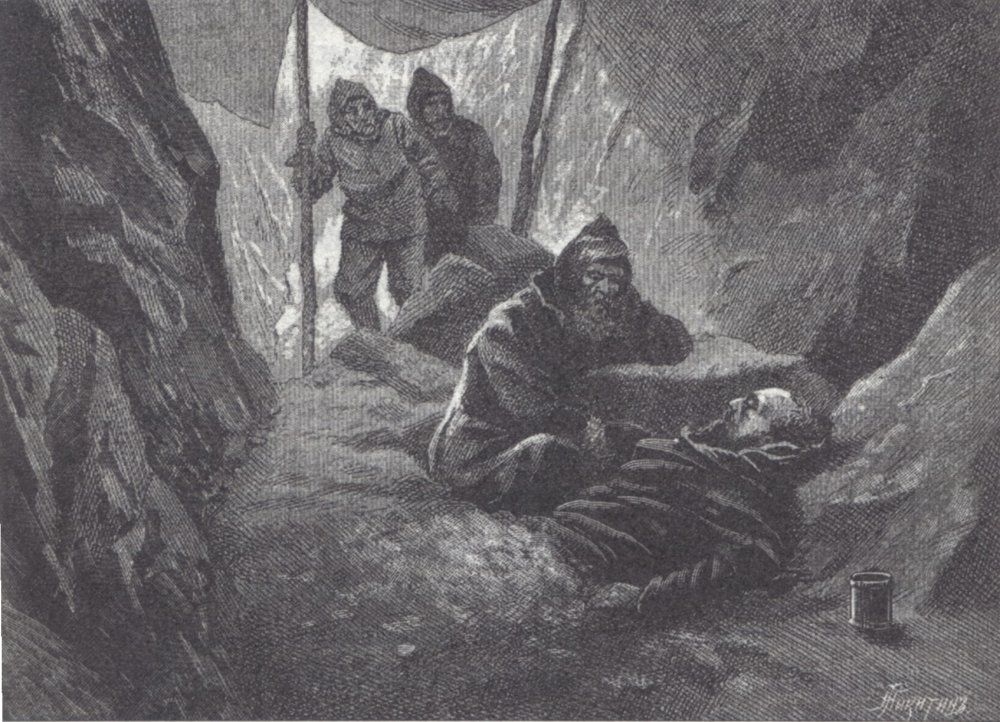
Berings död.

En storm skilde fartygen åt, och först i slutet av juli nådde Bering fram till en vild, snötäckt och ogästvänlig kust i nordvästra Amerika i närheten av vulkanen Mount Saint Elias. Några dagar senare ankrade skeppet upp vid Kajakön, där adjunkt Georg Wilhelm Steller företog några botaniska exkursioner, men då Berings hälsa vacklade, platsen inte var lämpad för övervintring och provianten var så dålig att en tredjedel av besättningen var sjuk, påbörjade de redan dagen därpå tillbakaresan för att på denna kartlägga den nya kuststräckan väster- och norrut. De upptäckte på resan Kodiak Island, Alaskahalvön samt delar av Aleuterna, men i slutet av augusti drabbades de av svåra stormar. Fartyget slogs ur kurs, skörbjugg angrep nästan hela besättningen, och Bering själv blev allt sämre.
I fem månader drev Berings fartyg planlöst omkring på det okända Stilla havet mellan Alaska och Kamtjatka, innan man till sist den 5 november, mot den dödssjuke Berings vilja, ankrade i en bukt på östsidan av en av Kommendörsöarna, den obebodda Berings ö, där fartyget sedan blev till vrak. Manskapet grävde ner sig i sandgropar vid en bergbäck och levde av val- och sälkött. 31 man dog i skörbjugg, och den 19 december 1741 dog även Bering av kallbrand i benen och bukhinneinflammation (sedan Berings kvarlevor 1991 kunnat identifieras). Året därpå lyckades det kvarvarande manskapet på 46 personer, under ledning av svenske styrmannen Sven Waxell, bygga ett nytt skepp av vrakdelarna från det gamla och ta sig tillbaka till Kamtjatka.

## Eftermäle
Med Berings död kom den stora nordiska expeditionen till ett plötsligt och otillfredsställande slut. Hans färder fick emellertid mycket stor betydelse för utvecklandet av Kejsardömet Rysslands makt i nordöstra Asien. Trots detta blev han inte lika berömd som många andra upptäcktsresande. Detta berodde till viss del på att makthavarna i Ryssland inte gärna lät utlänningar få äran för nationens upptäckter.i
Förutom Berings sund och Beringön är flera andra geografiska platser uppkallade efter Bering; mest känd av dessa är Berings hav, det hav mellan Alaska och Kamtjatka som han beseglade under sina resor. Hans fartygsjournal och dagböcker kom ut i två band 1922-1925. I födelseorten Horsens ligger Vitus Bering-parken med en minnesplakett över Bering.
| Kartor över Asien före (t.v.) och efter Berings expeditioner. Till vänster en karta av Guillaume Delisle, 1700, och till höger av Ivan Kirilov, 1745. |  | Kartor över Asien före (t.v.) och efter Berings expeditioner. Till vänster en karta av Guillaume Delisle, 1700, och till höger av Ivan Kirilov, 1745. |
| Kartor över Asien före (t.v.) och efter Berings expeditioner. Till vänster en karta av Guillaume Delisle, 1700, och till höger av Ivan Kirilov, 1745. |  | |

Skeppet S:t Peter blev avbildat på ett danskt frimärke 1941 på 200-årsdagen av Berings död.
Asteroiden 15732 Vitusbering är uppkallad efter honom.